# John MacNaught
John Watson MacNaught PC (* 19. Juni 1904 in Coleman, Prince Edward Island; † 25. Dezember 1984) war ein kanadischer Jurist und Politiker der Liberalen Partei Kanadas, der einige Jahre Abgeordneter des Unterhauses sowie mehrmals Minister war.

## Leben
Nach dem Schulbesuch absolvierte MacNaught ein Studium der Rechtswissenschaften und nahm nach Beendigung dieses Studiums eine Tätigkeit als Barrister auf.
Bei der Unterhauswahl vom 11. Juni 1945 wurde er als Kandidat der Liberalen Partei erstmals als Abgeordneter in das Unterhaus gewählt und vertrat in diesem bis zu seiner Wahlniederlage bei der Wahl vom 10. Juni 1957 den Wahlkreis Prince. Im Juni 1948 übernahm MacNaught sein erstes Regierungsamt und war bis April 1949 Parlamentarischer Assistent beim Fischereiminister. Dieses Amt bekleidete er erneut von Juli 1949 bis Juni 1953 sowie abermals zwischen August 1953 und April 1957.
Nachdem er auch bei der Wahl vom 31. März 1958 erfolglos im Wahlkreis Prince für den Wiedereinzug in das Unterhaus kandidiert hatte, wurde er bei der Wahl vom 8. April 1963 im Wahlkreis Prince wieder zum Abgeordneten gewählt, verlor seinen Wahlkreis jedoch bereits bei der darauf folgenden Unterhauswahl vom 8. November 1965.
Am 22. April 1963 wurde er von Premierminister Lester Pearson in das 19. kanadische Kabinett berufen und war dort bis zum 6. Juli 1965 sowohl Solicitor General als auch Minister ohne Geschäftsbereich, ehe er zuletzt vom 7. Juli bis zum 17. Dezember 1965 Minister für Bergbau und technische Begutachtung war. Während dieser Zeit war er zwischen dem 18. Februar 1964 und dem 3. April 1965 zeitgleich Vorsitzender des Sonderausschusses des Unterhauses für Prozeduren und Organisation.
Zuletzt kandidierte MacNaught noch einmal bei der Wahl vom 8. Juli 1974 im Wahlkreis Malpeque für einen Sitz im Unterhaus, erlitt aber erneut eine Niederlage und zog sich anschließend aus der Politik zurück.